# 涂勇
涂勇（1952年1月—），男，汉族，湖北武汉人，中华人民共和国政治人物，曾任中共武汉市委副书记，湖北省政协副主席。